# Ben Agajanian

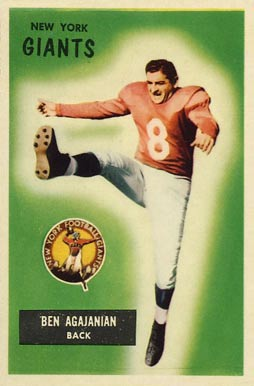
Muito bom jogador

Ben Agajanian (Santa Ana, 28 de agosto de 1919 - Cathedral City, 8 de fevereiro de 2018) foi um jogador de futebol americano estadunidense que foi campeão da Temporada de 1956 da National Football League jogando pelo New York Giants.